# Darrgräs

## Beskrivning
Darrgräs (Briza media) är, som namnet antyder, ett gräs. Det är flerårigt och växer i tuvor med korta, långsmala blad. Blommar juni — juli.
Blomfjällen är starkt kupiga, styva och glansiga med hjärtformiga ( ♥ ) hängande småax. De brunvioletta småaxen är ca 5 mm långa och hänger på ett hårstråsmalt, vågigt skaft. Vågigheten bidrar till rörlighet åt alla håll och ger upphov till turbulens i mikrområdet kring skaftet. Småaxen fladdrar därför vid minsta vindfläkt.
Under blomningen är vippgrenarna slaka; det halvmeterlånga strået är däremot, ehuru mycket smalt, ganska styvt, stadigt och glänsande.
Tomfjällen är tydligt kortare än närmaste blomfjäll. Ytterblomfjället saknar borst i spetsen eller med någon däremot svarande udd, utan är obeväpnat och trubbigt.

## Habitat
Darrgräs är vanligt i södra och mellersta Sverige. Kan påträffas sällsynt norrut till Västerbotten.
I södra Norge når darrgräs upp till ca 850 m ö h.
Finns i södra Finland.

### Utbredningskartor
- Norden
- Norra halvklotet 
  - Ej ursprunglig i Nordamerika.

## Biotop
Fuktiga ängar, betesmarker och intill stränder.
Kalkgynnad.

## Etymologi
- Släktnamnet Briza är det grekiska namnet på ett sädesslag, d v s ett slags gräs.

Briza sades ha en berusningseffekt. Grekiska brizo betyder "vara sömnig, nicka till". Troligen syftade de grekiska författarna på arter av släktet Lolium dit b a hör dårrepe, som är giftigt.
- Artepitetet media är latin och betyder mellan Det syftar på att darrgräsets storlek ligger mellan dvärgdarrgräs, Briza minor och italienskt darrgräs, Briza maxima.
- Det förlinneanska namnet "gramen tremulum" är latin: Gramen betyder gräs; tremulum kommer av tremor = darrning, därav böjningsformen tremulum.

## Bygdemål
| Namn       | Trakt | Referens |
| ---------- | ----- | -------- |
|            |       |          |
| Bävegräs   |       |          |
| Dallergräs |       | [ 1 ]    |
| Frostagräl | Närke | [ 2 ]    |
| Skälvgräs  |       |          |

## Bilder

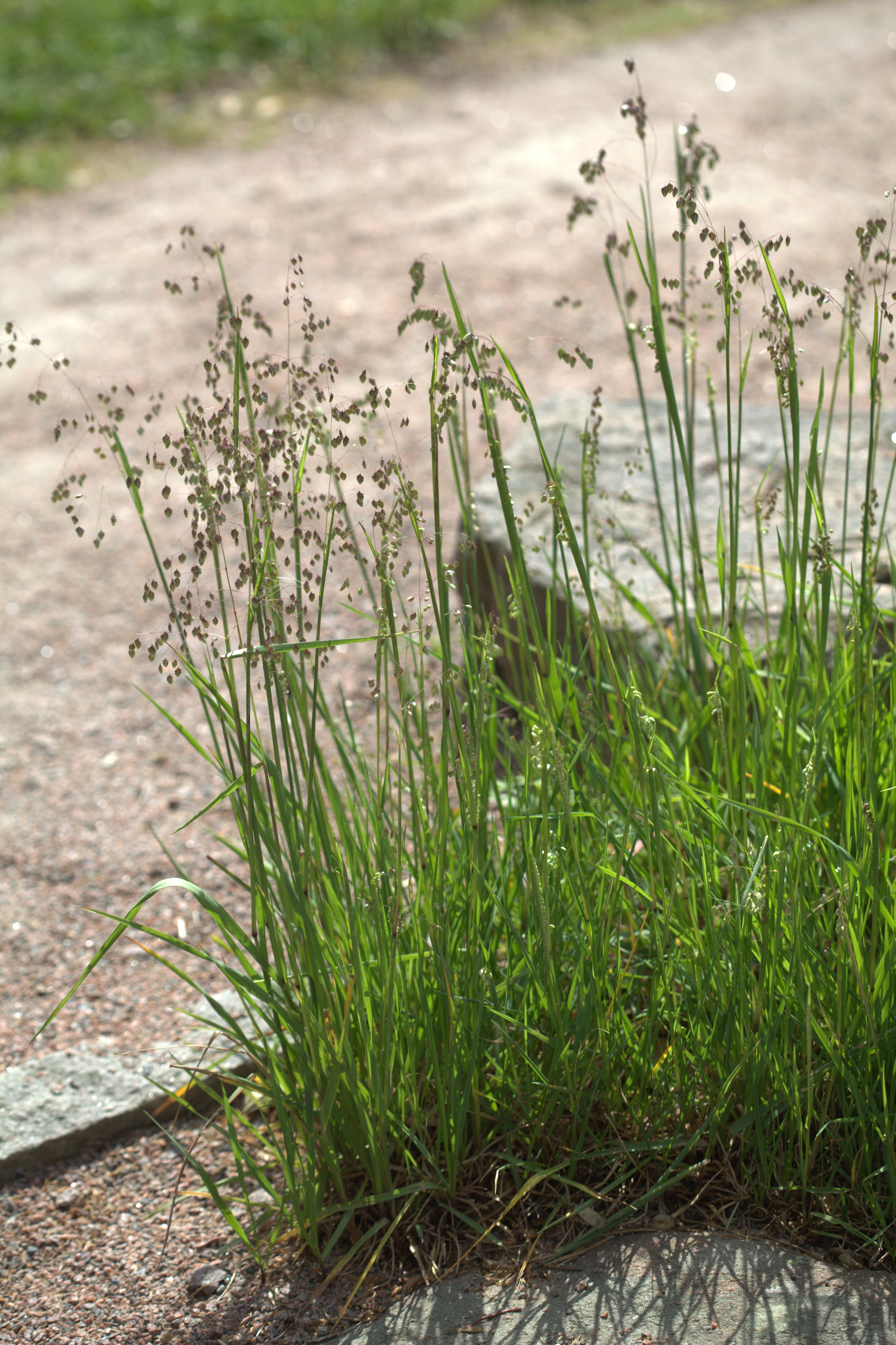
Planta i Göteborgs botaniska trädgård
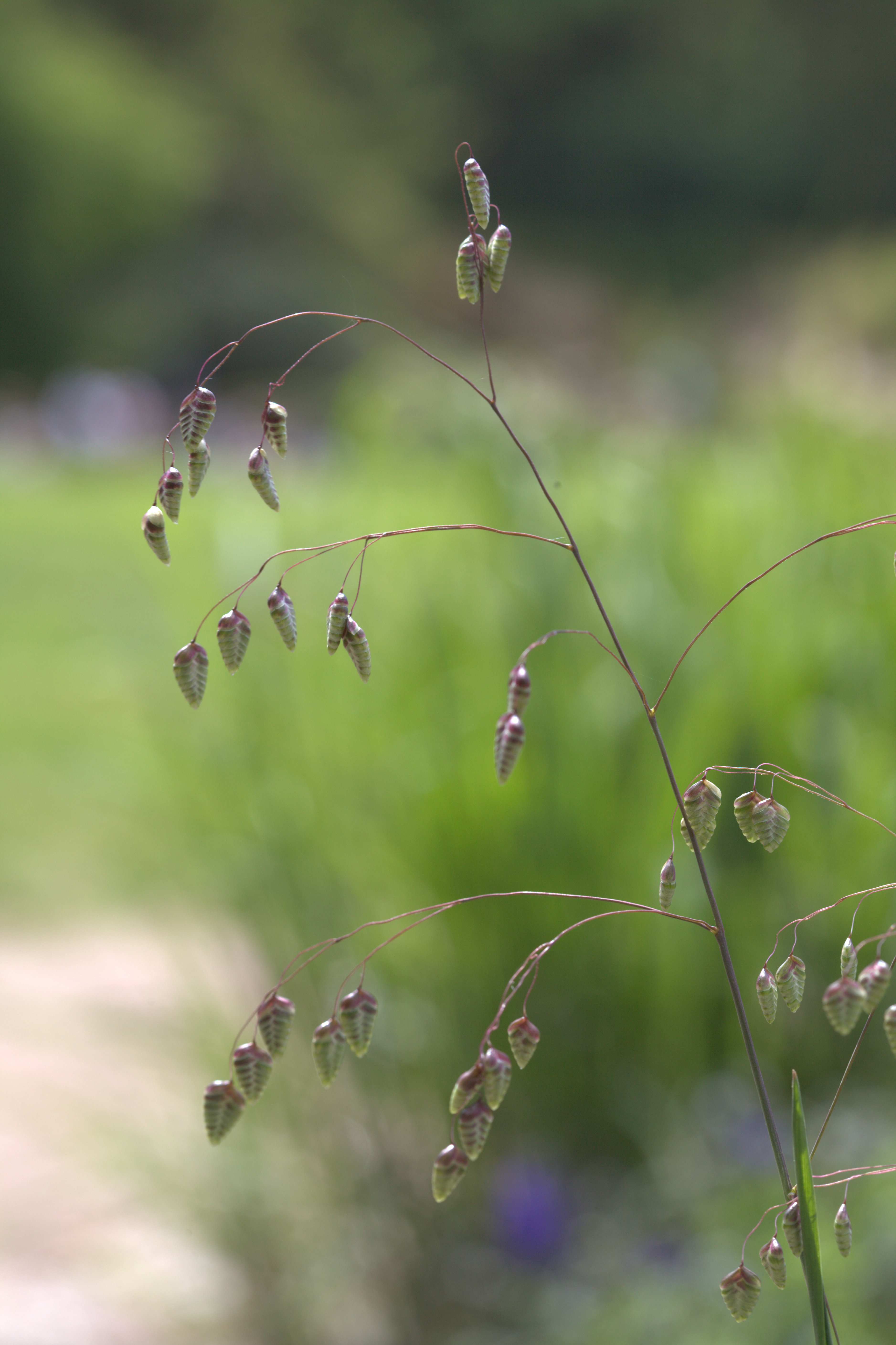
Ax Briza media
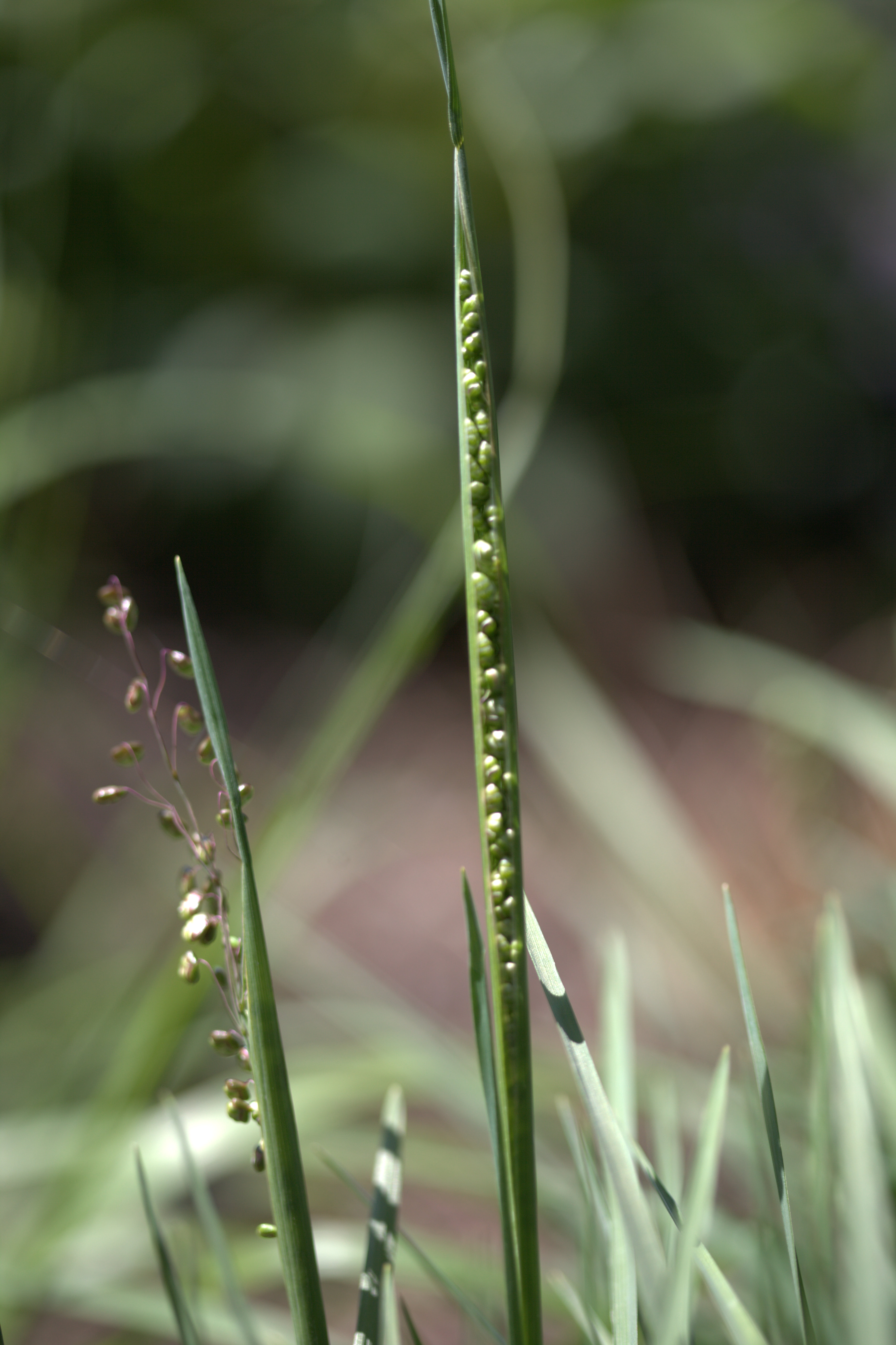
Omogna ax
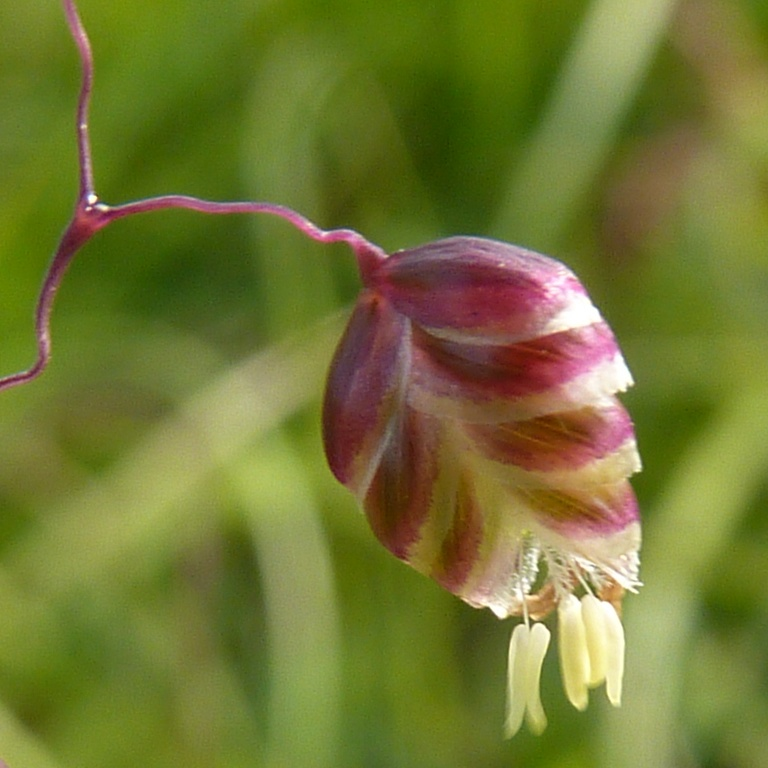
Blommande småax
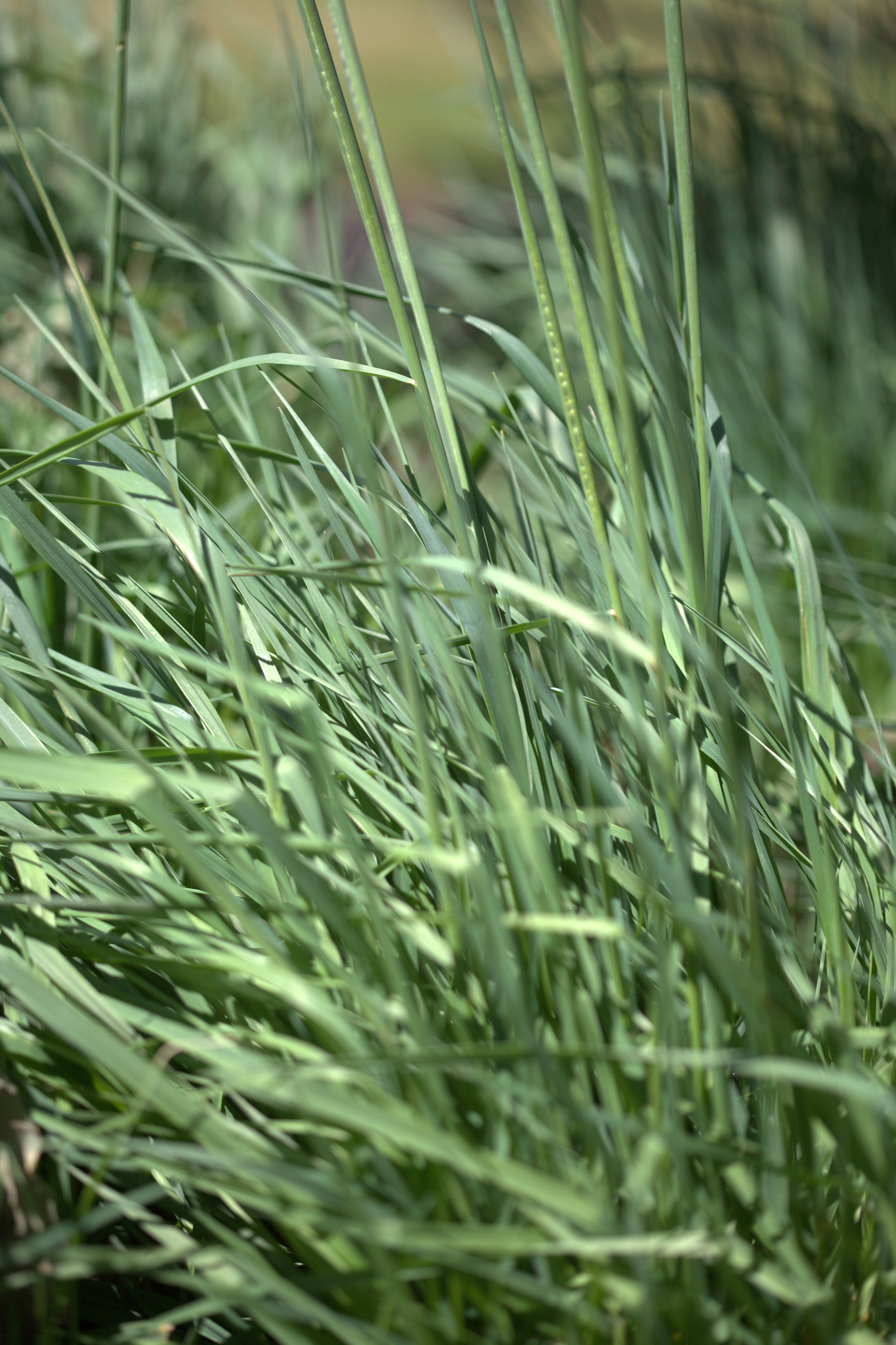
Varietet Limouzi
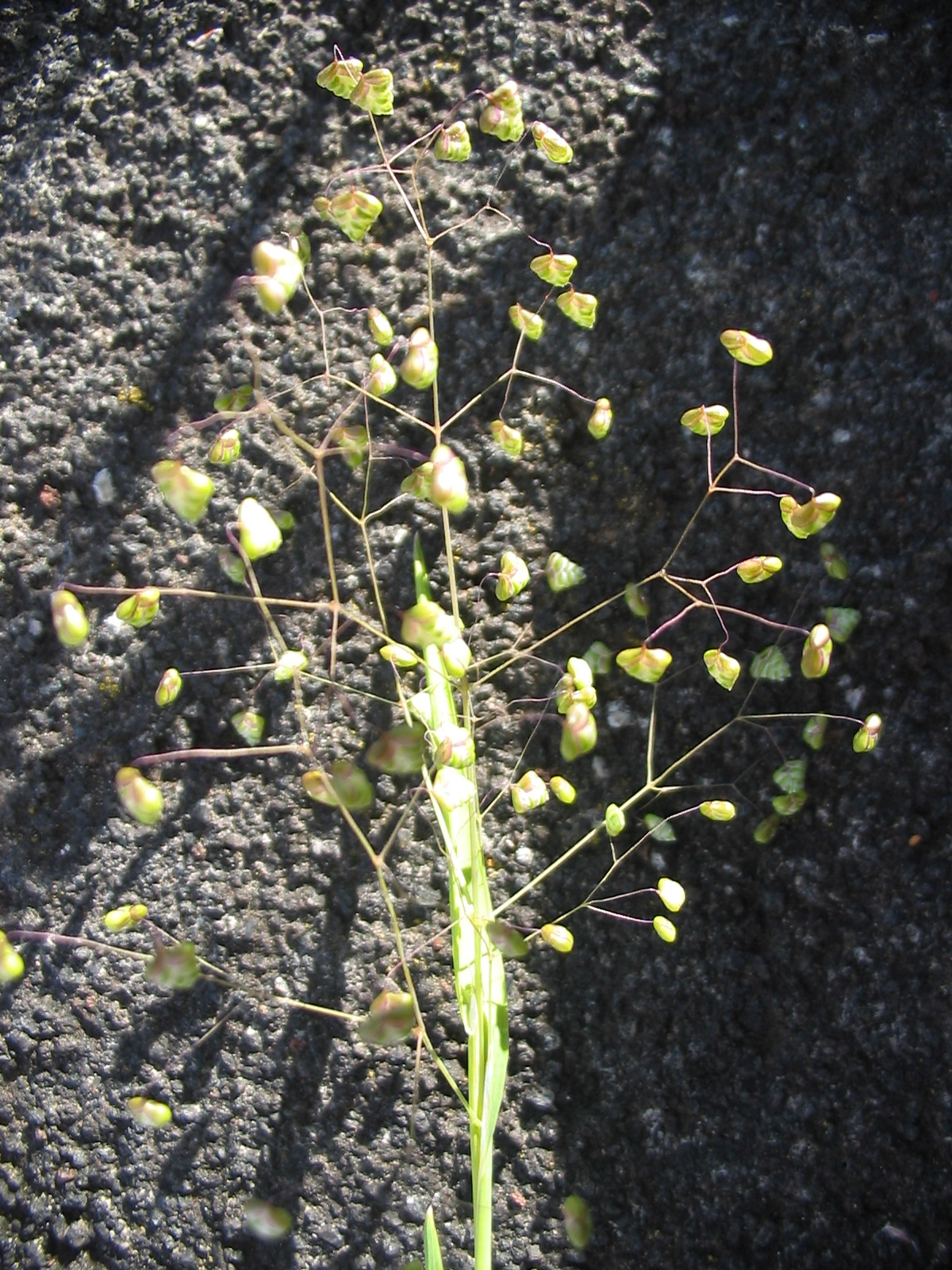
Dvärgdallergräs Briza minor
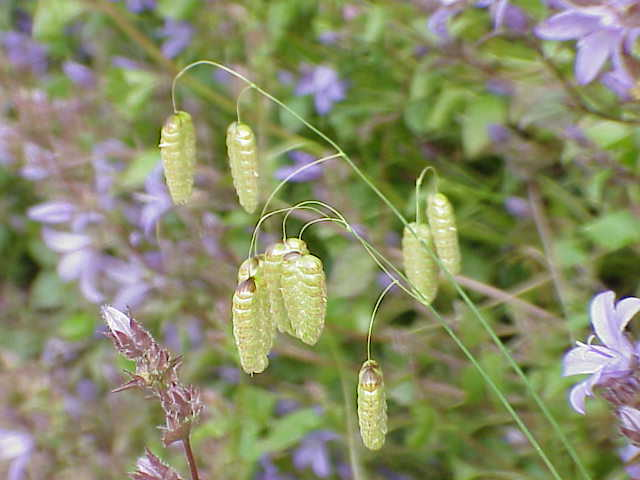
Italienskt darrgräs Briza maxima